# Зуй, Владимир Игнатьевич
Владимир Игнатьевич Зуй (белор. Уладзімір Ігнатавіч Зуй, род. 3 января 1941, д. Бобровники, Воложинский район, Минская область) — белорусский географ и геофизик, кандидат технических наук по специальности «Разработка и эксплуатация нефтяных, газовых и газоконденсатных месторождений» (1977), доктор геолого-минералогических наук по специальности «Геофизические методы поисков и разведки полезных ископаемых» (2007), профессор.

## Биография
В.И. Зуй родился 3 января 1941 г. в деревне Бобровники Воложинского (Ивенецкого) района Минской области. С 1948 по 1952 гг. учился в Голобурдской начальной школе, а с 1952 по 1955 гг. – в Судниковской семилетней школе Воложинского (Ивенецкого) района Минской области.
В 1970 году Владимир Игнатьевич окончил факультет автоматики и вычислительной техники Минского радиотехнического института.
С 1973 по 1976 гг. - аспирант Московского института нефтехимической и газовой промышленности им. И. М. Губкина.
С 1981 по 2008 гг. - заведующий лабораторией геотермии Института геохимии и геофизики НАН Беларуси.
С 2008 по 2010 гг.  – заведующий отделом РУП «БелНИГРИ» и Государственного предприятия «НПЦ по геологии».
С 2011 по 2014 гг. – главный научный сотрудник Государственного предприятия «НПЦ по геологии».
С 2007 года работает в БГУ. С 2014 года – профессор БГУ.
Иностранные языки:
1. белорусский, русский, английский – свободно;
2. польский, немецкий, португальский – может объясняться.[1]

Имеет обширные научные связи с учеными из нескольких десятков стран мира.

## Научная деятельность
Владимир Игнатьевич является инициатором изучения ресурсов геотермальной энергии, генерации радиогенного тепла, вызванного распадом долгоживущих изотопов урана, тория и калия в геологических структурах Беларуси. Проводит изучение геотермических условий и структуры теплового поля недр Беларуси. Выявил ряд аномалий распределения температуры и плотности теплового потока в платформенном чехле республики и смежных регионов. Является руководителем работ по созданию геотермического атласа Беларуси.
Область научных интересов:
- геотермия
- геотермальная энергия
- геотермия и палеоклимат
- геофизика
- глубинное строение земной коры
- компьютерные методы в геологии

## Педагогическая деятельность
Читаемые курсы:
1. Современные проблемы региональной гидрогеологии и поисков полезных ископаемых Беларуси
2. Гидрогеология
3. Региональная гидрогеология
4. Методы инженерно-геологических и гидрогеологических исследований
5. Геотермия подземной гидросферы

## Общественная деятельность
- Избирался членом Международной комиссии по тепловому потоку Международной ассоциации сейсмологии и физики земных недр на протяжении четырех выборных сезонов (1987–1999 гг.)
- Член Международной геотермальной ассоциации (с 2001 г.)
- Ученый секретарь, впоследствии – заместитель Председателя Белорусского национального комитета по Международной Программе Геологических Корреляций (с 1995 г.)
- Член редколлегии научных журналов "Літасфера" (Беларусь), "Геоинформатика" (Украина), "Мониторинг. Наука и технологии" (Россия)
- Член Ученого совета Института геохимии и геофизики (с 1982‑2014 гг.)
- Член докторского Ученого Совета по защите диссертаций при РУП «БелНИГРИ» и Государственном предприятии «НПЦ по геологии» (2008‑2014 гг.)
- В 1987–1991 возглавлял Советскую рабочую группу по Международному проекту "Геотермический Атлас Европы" (издан в 1991 г. в Германии).

В.И. Зуй участвовал во многих международных проектах, среди них – Europrope, Eurobridge, Geothermal Atlas of Europe (являлся лидером Советской рабочей группы и одним из редакторов этого Атласа), Atlas of Geothermal Resources of Europe, Special Report on Renewable Energy Sources (SRREN) в рамках Международного Совета по изменению климата – IPCC, Фонда Сороса и др. В настоящее время участвует в качестве эксперта в проекте ООН the UNECE Group of Experts on Energy Efficiency.
Участник многочисленных симпозиумов, конференций и конгрессов, состоявшихся за рубежом. Последний раз – Всемирный геотермальный Конгресс (World Geothermal Congress) в апреле 2015 г. в Мельбурне, Австралия, где выступил в качестве Председателя одной из его сессий и сделал два научных доклада.

## Основные труды
Общее количество научных публикаций ‑ около 250,  в том числе – 5 монографий, 1 учебное пособие, 2 геотермических атласа (геотермический Атлас Европы и Атлас геотермальных ресурсов Европы).
1. Монография Зуй В.И. «Электромоделирование процессов теплового воздействия на нефтяной пласт». Минск: Наука и техника, 1984.
2. Geothermal Resources of Europe / Geothermal Atlas of Europe editors: E. Hurtig, R. Haenel, V. Čermak, V. Zui. Germany: Geographisch-Kartofraphische Anstalt Gotha, 1991/1992.
3. HEAT FLOW AND SEISMICITY WITHIN WESTERN PART OF THE EAST EUROPEAN PLATFORM. V.I. Zui, А.М. Boborykin, G.I. Urban, M.S. Zhuk - Літасфера, 1995
4. Применение ГИС для моделирования особенностей распределения температуры в пределах «нейтрального» слоя в Минской области. О.А. Павловская, В.И. Зуй - 2011.
5. Goldstein, B., G. Hiriart, R. Bertani, C. Bromley, L. Gutiérrez‐Negrín, E. Huenges, H. Muraoka, A. Ragnarsson, J. Tester, V. Zui. Geothermal Energy. In IPCC Special Report on Renewable Energy Sources and Climate Change Mitigation [O. Edenhofer, R. Pichs‐Madruga, Y. Sokona, K. Seyboth, P. Matschoss, S. Kadner, T. Zwickel, P. Eickemeier, G. Hansen, S. Schlömer, C. von Stechow (eds)], Cambridge University Press, Cambridge, United Kingdom and New York, NY, USA.”. 2011. рр. 572 – 621.
6. Монография «Тепловое поле платформенного чехла Беларуси». Минск: Экономпресс, 2013;
7. Учебное пособие «Методы инженерно-геологических и гидрогеологических исследований». Минск: Изд-во БГУ. 2014.
8. Vladimir Zui. Main Geothermal Installations in Belarus. Proceedings World Geothermal Congress 2015. Melbourne, Australia, 19-25 April, 2015.
9. М. Дубаневич, В.И. Зуй. Геотермальные ресурсы отложений надсолевого девона припятского прогиба. - 2016.
10. Зуй В.И. Структура теплового поля Припятского прогиба.
11. В.И. Зуй, М.С. Жук. Тепловое поле геологических структур Беларуси.
12. В.И.Зуй. Подземное тепло Подлясско-Брестской впадины.
13. Методы инженерно-геологических и гидрогеологических исследований : учеб.-метод. пособие / В. И. Зуй